# Kyselina 1-naftyloctová
Kyselina 1-naftyloctová (NAA) je organická sloučenina s funkčním vzorcem C10H7CH2COOH. Tato bezbarvá pevná látka je rozpustná v organických rozpouštědlech.

## Použití a regulace
NAA je syntetický rostlinný hormon spadající mezi auxiny. Je součástí mnoha komerčních rostlinných kořenových zahradnických produktů; jedná se o zakořenovací činidlo, které se mj. používá k vegetativnímu rozmnožování rostlin z odřezků stonků a listů. Těchto vlastností NAA je také využito při kultivaci rostlinných tkání.
NAA se v přírodě přirozeně nevyskytuje — jedná se o syntetický hormon — a jako všechny auxiny je ve vyšších koncentracích pro rostliny toxický. Ve Spojených státech je podle Federálního zákona o insekticidech, fungicidech a rodenticidech (FIFRA) nutné, aby přípravky obsahující NAA byly registrovány u Agentury pro ochranu životního prostředí (EPA) jako pesticidy .

## Použití a analýza
NAA je široce používána v zemědělství pro různé účely. Považuje se pouze za mírně toxickou, při vyšších koncentracích může být toxická i pro zvířata, což se ukázalo při testování na potkanech perorálním požitím při 1000–5900 mg/kg. NAA výrazně zvyšuje tvorbu celulózových vláken v rostlinách zejména ve spojení s kyselinou giberelovou. Zvýšená koncentrace NAA má u rostlin spíše negativní efekt, zejména inhibuje vývoj rostlinných plodů. Kýženého efektu je dosaženo při koncentracích 20–100 µg/ml. NAA podléhá oxidačním reakcím s hydroxylovými radikály a sulfátovými radikály. Radikální reakce NAA byly studovány pomocí pulzní radiolyzační techniky. Hydroxylový aduktový radikál vzniká jako meziprodukt během reakce hydroxylového radikálu s NAA. Další meziprodukt, naftylmethylový radikál, pak vzniká reakcí sulfátového radikálového aniontu s NAA.
Při mikropropagaci různých rostlin se NAA často přidává do média obsahujícího živiny nezbytné pro přežití rostlin. Přidává se, aby pomohl vyvolat tvorbu kořenů v různých typech rostlin. Může být také aplikován postřikem na rostliny, což je typické pro zemědělské použití. V mnoha oblastech je zakázáno používat jej ve vysokých koncentracích kvůli zdravotním rizikům vůči lidem a jiným zvířatům.
NAA může být detekována pomocí HPLC tandemové hmotnostní spektrometrie (HPLC-MS/MS).